# Polybius henslowii
El cangrejo patudo (Polybius henslowii) es una especie de crustáceo decápodo Brachyura de la familia de los Portunidae.
Es un cangrejo pequeño de concha redondeada y patas aplanadas, siendo la única especie del género Polybius.
Es un buen nadador que se alimenta en aguas abiertas del noreste del océano Atlántico y el oeste del mar Mediterráneo.
Sin interés comercial a pesar de su abundancia. En Galicia, antiguamente,  pescaba con una embarcación llamada patexeira, de madera y vela latina. 

## Descripción
El caparazón de Polybius henslowii es casi circular, de superficie muy poco convexa o casi plana, de 48 mm de largo e 40 mm de largo. El primer par de pereiópodos, patas delanteras con las que caminan los decápodos, lleva pinzas, y los cuatro pares de patas restantes son aplanados con los bordes con franjas o pelusa. Esto contrasta con otros miembros de la familia Portunidae, que suelen tener solo el último par de patas adaptadas para nadar. La superficie dorsal es rojo parduzca y la ventral es más pálida. El abdomen del macho es triangular, con los segmentos tercero a quinto soldados; en el de las hembras, más estrecho, estos segmentos están soldados.

## Distribución y hábitat
Polybius henslowii se encuentra en  el norte y oeste del océano Atlántico desde las islas británicas hasta Marruecos (incluyendo Galicia), y al oeste del mar Mediterráneo. Algunos pocos exemplares fueron atrapados en el mar del Norte, al oeste de las Shetland, y en Skagerrak. Se ha extendido hacia el sur del Mar del Norte, posiblemente a causa del cambio climático.
Se pueden encontrar en sedimentos arenosos y de gravas en profundidades de hasta los 500 m.

## Ecología y comportamiento
El cangrejo patudo  es un buen nadador, pudiendo nadar cerca de la superficie del agua del mar, donde se alimenta de sardinas, calamares y otros animales. P. henslowii a veces ha sido visto comportamientos pelágicos, en enjambres o bancos. Estos grupos están compuestos principalmente por machos, y se cree que esto está relacionado con el ciclo reprodutivo.
En Galicia, Polybius henslowii es una fuente de alimento importante para la gaviota patiamarilla (Larus cachinnans). En el verano, la tortuga marina común (Caretta caretta) de América del Norte se alimenta casi exclusivamente de Polybius henslowii.

## Taxonomía
Polybius henslowii fue descrito por primera vez por William Elford Leach en 1820, como monoespecífico dentro del género Polybius.
Aunque algunas especies se añadieron al género durante períodos de tiempo, después se encuadraron dentro de otros géneros como Liocarcinus, Necora o Macropipus.
El nombre del género, "Polybius", viene del historiador griego Polibio (en Griego antiguo Πολύϐιος Polýbios); el nombre específico "henslowii" se puso en honor de John Stevens Henslow, profesor de botánica de la universidad de Cambridge, que recogió unas muestras de la especie con un marinero pescador de arenques capturó en el norte de Devon (suroeste de Inglaterra) en 1817. Esta fue la primera de varias especies nombradas en honor del profesor Henslow.

## En Galicia
Es una especie muy común en todas las aguas gallegas, apareciendo a menudo en los arrastres efectuados tanto en las rías como en la plataforma continental, hasta los 300 m de profundidad o más. Aunque es bentónico, Polybius henslowii presenta fases pelágicas encontrándose, en muchos casos, en toda la columna de agua. Realiza grandes migraciones, al parecer relacionadas con los cambios de la temperatura del agua y los ciclos reproductivos.
Llega a arribar a las rías principalmente en los meses del verano, presentándose los machos en mayor proporción, dándose usualmente una segregación por sexos. Alcanza densidades muy grandes tanto en las rías como en la plataforma, llegando a perjudicar los trabajos de pesca de otras especies de mayor interés comercial.
Dado su escaso valor económico se utilizó para fertilizar las tierras de cultivo, y fue objeto en otro tiempo de una pescadería específica con esas miras. Por otra parte, se han realizado estudios bromatológicos con intención de su posible uso en la fabricación de piensos.

### Nombres gallegos
Aparte de los nombres citados, recibe en gallego otros nombres vulgares, como pateixo, patexo, patilado, pato, patulate, poteiro, y otros.
[cita requerida]